# Glitterbeat
Glitterbeat è un'etichetta discografica tedesca fondata nel 2012 come sussidiaria della Glitterhouse Records. Nel 2017 l'etichetta ha creato la sussidiaria tak:til, incentrata sulla musica strumentale.